# Квинолт
Квинолт (кино, Quinault) — мёртвый индейский язык, на котором раньше говорили индейцы квинолт, которые проживают по центру объединения Тахолах, в резервации Квинолт, на западном побережье полуострова Олимпик штата Вашингтон в США. В настоящее время народ говорит на английском языке.
У квинолт также есть диалект нижний чехалис.